# Betty Makoni
Pour les articles homonymes, voir Makoni.
Betty Makoni, née le 22 juin 1971, est une militante zimbabwéenne des droits des enfants, et des droits des femmes, fondatrice du Girl Child Network, un organisme qui s'occupe au Zimbabwe des victimes d'abus sexuels. L'organisation a sauvé et soutenu des dizaines de milliers de jeunes filles à travers le Zimbabwe. Betty Makoni a reçu de nombreux prix nationaux et internationaux. Elle a elle-même été orpheline et abusée sexuellement alors qu'elle était enfant.

## Biographie
Née en 1971, BettyMakoni grandit à St Mary's, dans la banlieue de Chitungwiza. A six ans, Makoni est violée, un couteau sur la gorge, par un commerçant de son quartier. Sa mère meurt dans un drame de violence domestique lorsqu'elle a neuf ans. Elle travaille à l'école de la mission, en y étudiant, pour apporter des ressources à ses cinq frères et sœurs.
Elle parvient à mener des études supérieures et devient professeur. En 1999, elle fonde le Girl Child Network, qui aide au Zimbabwe les petites filles à échapper au travail des enfants, aux mariages forcés et aux abus sexuels. À partir de 2000, elle se consacre de façon permanente au Girl Child Network. Au départ, il s'agit de groupes de discussion. Les participantes peuvent s'exprimer librement et évoquer des sujets sensibles tels que le mariage forcé, le viol, la violence domestique, le sida, l'accès à la formation, et plus globalement leur condition féminine. Betty Makoni est persuadé que se taire(ce qui a été le choix de sa mère), est la pire des solutions et qu'il faut rendre possible l'expression pour trouver des solutions et sortir des situations dramatiques. Des maisons sont créées pour accueillir les filles abusées sexuellement, et leur offrir une aide juridique ainsi qu'un peu de réconfort. Betty Mankoni réussit également à faire voter, en 2006, par le parlement du Zimbabwe, une législation sur la violence domestique.
L'organisation a sauvé plus de 35 000 jeunes filles et a soutenu au moins 60 000 filles à travers le Zimbabwe.  Plusieurs pays, et organisations reproduisent le modèle mis en place par le Girl Child Network. En 2008, elle témoigne également de violences contre des femmes suspectées de liens avec l’opposition. Elle est contrainte de quitter le Zimbabwe, à la suite de  menaces. Elle vit maintenant en Angleterre. Elle est mariée, et a trois enfants. En 2012, son autobiographie, Never Again, est publiée.

## Distinctions
En 2003, la Fondation du Sommet Mondial des Femmes lui attribue son Prix pour la Créativité des Femmes en milieu Rural.
En 2007, Makoni  se voit attribuer le Prix des Enfants du Monde pour son combat en faveur des Droits de l'Enfant. En 2008, Amnesty International lui  décerne le prix Ginetta Sagan pour son travail avec le Girl Child Network (GCN).